# Le Saguenay-et-son-Fjord
Le Saguenay-et-son-Fjord est une division de recensement du Québec qui porte le numéro géographique 94.
Elle comprend la ville de Saguenay et la MRC du Fjord-du-Saguenay.
Le recensement de 2011 y dénombre 165 211 habitants.